# Aslı Enver
Aslı Enver (Londres, 10 de mayo de 1984) es una actriz nacida en el Reino Unido y nacionalizada turca, reconocida por sus papeles en series de televisión de su país entre los que destacan sus interpretaciones de Mine en Kavak Yelleri, Ahu Kumral en Suskunlar y Süreyya en İstanbullu Gelin. También sus participaciones en producciones como Kayıp, Bana Artık Hicran De, Kardeşim Benim y Tamam mıyız? fueron reconocidas por la crítica especializada y la audiencia en general.

## Biografía
Enver nació el 10 de mayo de 1984 en Londres, Inglaterra, y vivió allí hasta los doce años de edad. Su padre es un turcochipriota que vivía en Londres y que conoció a la madre de Enver en esa ciudad. Inicialmente, Enver no dominada el idioma turco a plenitud cuando se mudó a Estambul en su adolescencia. En esa ciudad empezó a tomar clases de actuación en el Centro de Artes de Mujdat Gezen. Estudió en la Escuela de Bellas Artes de Pera y se graduó en estudios teatrales en la Universidad de Haliç. Tuvo su primera aparición en la televisión turca en un pequeño papel en la serie Uzay sitkomu. Más tarde integró el reparto de la serie Hayat Bilgisi e interpretó el personaje principal de Mine Ergun en la popular serie juvenil Kavak Yelleri (versión turca de la reconocida serie Dawson's Creek)  durante cinco temporadas. Ha actuado en las películas Tamam mıyız? y Kardeşim Benim y protagonizó las series de televisión Suskunlar, Kayıp, Bana Artık Hicran De, Mutlu Ol Yeter y Kış Güneşi.

## Plano personal
El 13 de julio de 2012, Enver se casó con el modelo y actor turco Birkan Sokullu. El 27 de agosto de 2015 la pareja anunció su divorcio. Las actrices Dolunay Soysert y Nilay Sorgüven son amigas cercanas de Enver. En 2015 conoció al actor y cantante Murat Boz, con quien compartió protagonismo en Kardeşim Benim y empezó una relación sentimental con él en 2016. El 6 de mayo de 2017 la pareja anunció su distanciamiento. Tras unos meses de reconciliación, eventualmente finalizaron su relación en abril de 2018.

## Filmografía

### Televisión
| Año       | Título               | Personaje        | Nota(s)                             |
| --------- | -------------------- | ---------------- | ----------------------------------- |
| 2002      | Uzay Sitcomu         |                  | Actriz invitada                     |
| 2005      | Hayat Bilgisi        | Hazal            | Papel de reparto (episodios 88-115) |
| 2007-2011 | Kavak Yelleri        | Mine Ergun       | Protagonista                        |
| 2012      | Suskunlar            | Ahu Kumral       | Protagonista                        |
| 2013-2014 | Kayıp                | Özlem Albayrak   | Protagonista                        |
| 2014      | Bana Artık Hicran De | Hicran Eyüpoğlu  | Protagonista                        |
| 2015      | Mutlu Ol Yeter       | Zeynep Güzeltepe | Protagonista                        |
| 2016      | Kış Güneşi           | Nisan Sayer      | Protagonista                        |
| 2017-2019 | İstanbullu Gelin     | Süreyya Deniz    | Protagonista                        |
| 2020      | Babil                | Ayşe             | Protagonista                        |

### Cine
| Año  | Título         | Personaje    | Nota(s)      |
| ---- | -------------- | ------------ | ------------ |
| 2002 | Ayna           |              | Cortometraje |
| 2013 | Tamam mıyız?   | Beste        | Protagonista |
| 2016 | Kardeşim Benim | Zeynep Uysal | Protagonista |
| 2017 | Öteki Taraf    | Ece          | Protagonista |

### Vídeoclips
| Año  | Canción             | Autor                                | Nota(s)                        |
| ---- | ------------------- | ------------------------------------ | ------------------------------ |
| 2010 | "Ne Güzel Güldün"   | Pinhani                              | Banda sonora de Kavak Yelleri  |
| 2010 | "Sevmekten Usanmam" | Pinhani                              | Banda sonora de Kavak Yelleri  |
| 2016 | "A Be Kaynana"      | Murat Boz                            | Banda sonora de Kardeşim Benim |
| 2016 | "Güneye Giderken"   | Murat Boz, Aslı Enver, Burak Özçivit | Banda sonora de Kardeşim Benim |

## Premios y nominaciones
| Año  | Premio                                               | Categoría                      | Obra           | Resultado |
| ---- | ---------------------------------------------------- | ------------------------------ | -------------- | --------- |
| 2016 | Club de negocios de la Universidad Técnica de Yıldız | Mejor actriz de teatro de 2015 | Personel       | Ganadora  |
| 2017 | Premios Elele Avon Woman                             | Actriz del año                 | Personel       | Ganadora  |
| 2017 | Club de negocios de la Universidad Técnica de Yıldız | Mejor actriz de teatro de 2016 | Kardeşim Benim | Ganadora  |